# کوین هافمن
کوین هافمن (انگلیسی: Kevin Hoffmann؛ زادهٔ ۶ ژوئن ۱۹۹۵) بازیکن فوتبال اهل آلمان است.
از باشگاه‌هایی که در آن بازی کرده‌است می‌توان به باشگاه فوتبال گروتر فورث اشاره کرد.